# Hugo von der Lochau
Karl Viktor Hugo von der Lochau (* 27. März 1832 in Potsdam; † 7. Juni 1909 in Charlottenburg) war ein preußischer Generalleutnant.

## Leben

### Herkunft
Hugo war ein Sohn des preußischen Oberst Karl von der Lochau (1800–1877) und dessen Ehefrau Henriette, geborene von Kummer (1807–1900).

### Militärkarriere
Lochau besuchte die Kadettenhäuser in Potsdam und Berlin. Anschließend wurde er am 27. April 1850 als Sekondeleutnant dem Kaiser Alexander Grenadier-Regiment der Preußischen Armee aggregiert und am 18. Juni 1850 einrangiert. Vom 5. Mai bis zum 10. November 1853 war er zur Dienstleistung zum Prinzen Alexander von Preußen und vom 1. April bis zum 31. Juli 1854 zur Garde-Pionier-Abteilung kommandiert. Nach einem Kommando als Adjutant des I. Bataillons im 3. Garde-Landwehr-Regiment in Görlitz wurde Lochau vom 1. Januar 1857 bis zum 31. Mai 1859 zur Führung des Prinzen von Isenburg-Birstein kommandiert und Mitte März 1859 zum Premierleutnant befördert. Am 1. Juli 1860 wurde er in das 1. kombinierte Grenadier-Regiment versetzt und zum 1. Oktober 1860 als Kompanieführer zur Unteroffizierschule in Potsdam kommandiert. In gleicher Eigenschaft folgte von Ende November 1860 bis Mitte Oktober 1862 seine Kommandierung zur Unteroffiziersschule in Jülich. Anschließend avancierte Lochau zum Hauptmann und Kompaniechef in seinem Regiment. 1864 führte er die 6. Kompanie im Krieg gegen Dänemark im Gefecht bei Stoustrup-Heisekro und wurde dabei durch einen Schuss in den linken Unterarm leicht verwundet sowie für sein Wirken mit dem Roten Adlerorden IV. Klasse mit Schwertern ausgezeichnet.
Im Krieg gegen Österreich kämpfte er 1866 bei Alt-Rognitz und Königgrätz, wo er erneut verwundet wurde. Ausgezeichnet mit dem Kronen-Orden III. Klasse mit Schwertern wurde er nach dem Krieg aufgrund seines tapferen Verhaltens am 30. Oktober 1866 mit Patent vom 22. Februar 1861 als Chef der 5. Kompanie in das Infanterie-Regiment Nr. 84 nach Flensburg versetzt. Bei der Mobilmachung anlässlich des Krieges gegen Frankreich erhielt Lochau am 18. Juli 1870 das Kommando über das mobile II. Bataillon im Landwehr-Regiment Nr. 84 in Apenrade. Unter Belassung in dieser Stellung wurde er am 16. September 1870 als Major seinem Regiment aggregiert. Während der Belagerung von Paris wurde Lochau einen Monat später dem 3. Garde-Regiment zu Fuß aggregiert und wirkte in den Kämpfen bei Pierrefitte-sur-Seine, Stains sowie bei Le Bourget. 
Ausgezeichnet mit dem Eisernen Kreuz II. Klasse wurde Lochau nach dem Vorfrieden von Versailles Ende März in das Regiment einrangiert und nach dem Friedensschluss am 28. Oktober 1871 zum Kommandeur des I. Bataillons ernannt. Von Ende Juni bis Anfang August 1875 war Lochau kurzzeitig zum Ober-Ersatzgeschäft im Bezirk der 3. Infanterie-Brigade kommandiert. Ende März 1876 zum Oberstleutnant befördert, beauftragte man ihn am 6. April 1880 unter Stellung à la suite mit der Führung des Hohenzollernschen Füsilier-Regiments Nr. 40. Er wurde am 12. Juni 1880 zum Regimentskommandeur ernannt, in dieser Eigenschaft am 18. September 1880 zum Oberst befördert und Ende Februar 1881 mit dem Ehrenkreuz II. Klasse des Fürstlichen Hausordens von Hohenzollern ausgezeichnet. Mitte Februar 1881 erfolgte seine Aufnahme als Ehrenritter in den Johanniterorden.
Mit der Beförderung zum Generalmajor wurde Lochau am 11. Februar 1886 als Kommandeur der 18. Infanterie-Brigade nach Glogau versetzt und anlässlich des Ordensfestes im Januar 1888 mit dem Roten Adlerorden II. Klasse mit Eichenlaub und Schwertern am Ringe ausgezeichnet. Unter Verleihung des Charakters als Generalleutnant stellte man ihn am 19. September 1888 in Genehmigung seines Abschiedsgesuches mit der gesetzlichen Pension zur Disposition. Nach seiner Verabschiedung erhielt Lochau am 22. August 1896 den Kronen-Orden I. Klasse mit Schwertern am Ringe und Kaiser Wilhelm II. verlieh ihm am 8. März 1901 die Uniform des Königin Elisabeth Garde-Grenadier-Regiments Nr. 3.
Er starb am 7. Juni 1909 in Charlottenburg und wurde drei Tage später auf dem Berliner Invalidenfriedhof beigesetzt.

### Familie
Lochau heiratete am 31. Januar 1863 in Breslau Charlotte Hansen (1840–1875), eine Tochter des Geheimen Regierungsrats und ordentlichen Professors Georg Hansen. Nach ihrem Tod heiratete er am 18. März 1878 in Hannover Elise Freiin von Maltzahn (1851–1902). Das Paar hatte mehrere Kinder:
- Axel (1879–1967), deutscher Generalmajor
- Elwin (* 1882), preußischer Oberstleutnant